# Nikkō-Futarasan-Schrein

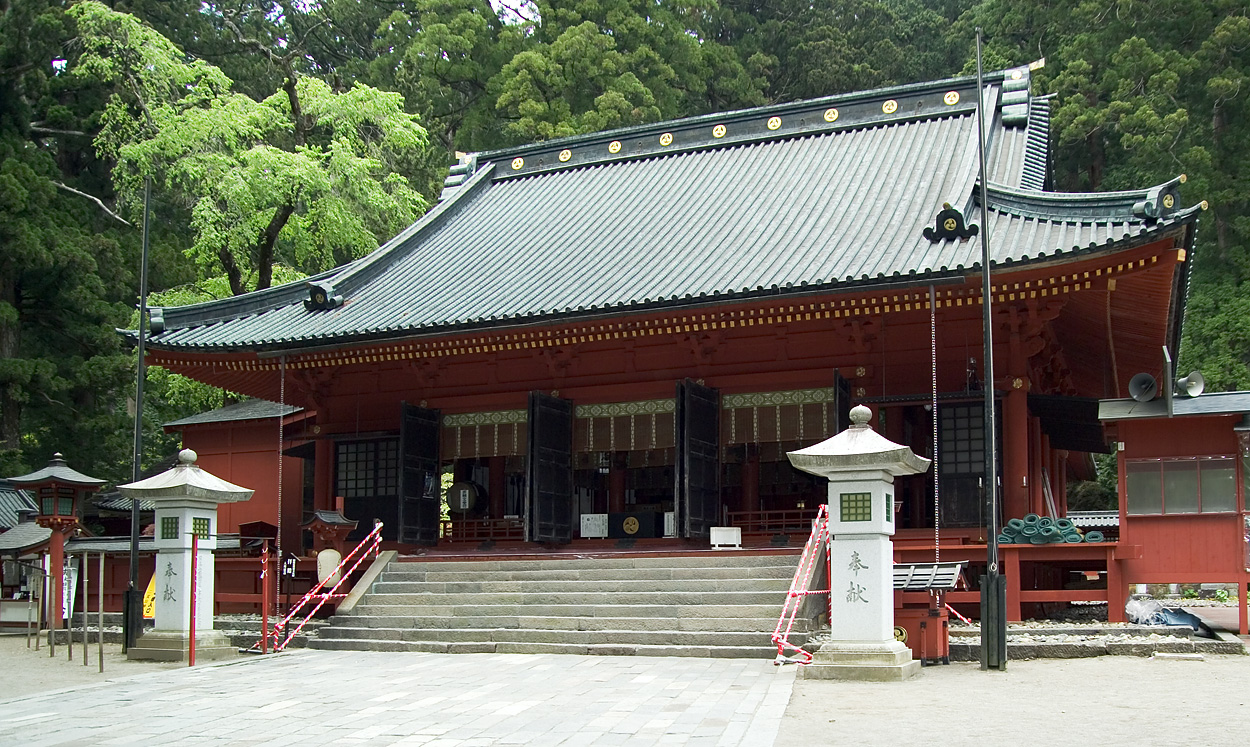
Haiden des Schreins

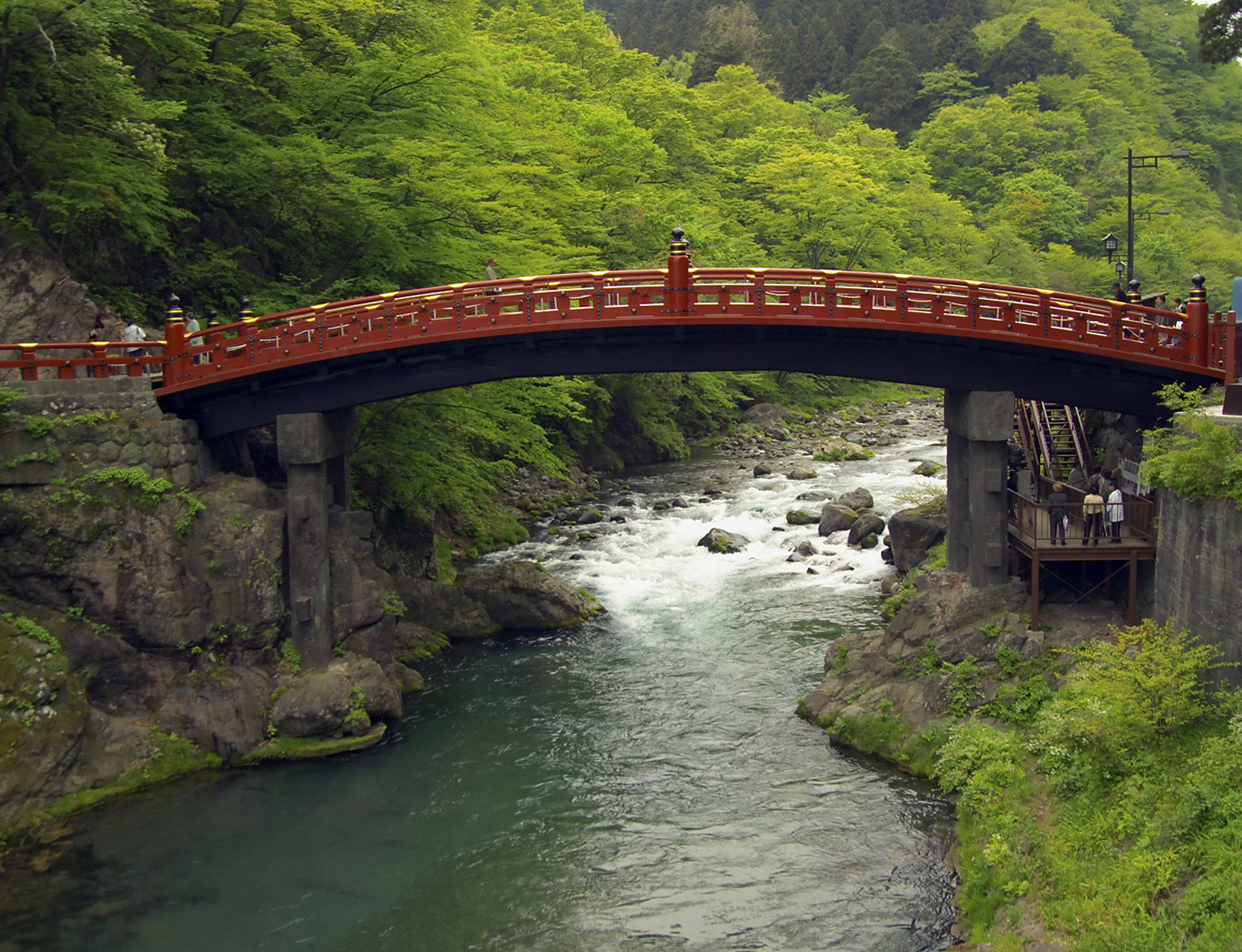
Shinkyō, Brücke am Eingang zum San'nai-Gelände

Der Nikkō-Futarasan-Schrein (jap. 日光二荒山神社, Nikkō Futarasan-jinja) in Sannai, Nikkō in der Präfektur Tochigi (Japan) ist ein Shintō-Schrein. Der offizielle Name ist Futarasan-Schrein (二荒山神社), allerdings wird wegen des identisch geschriebenen Futaarayama-Schreins in der Nachbarstadt Utsunomiya üblicherweise beiden der Ortsname vorangestellt.
Dieser Schrein ist zusammen mit weiteren Schreinen und Tempeln in Sannai wie dem Rinnō-ji oder Tōshō-gū Teil des UNESCO-Weltkulturerbes.
Der Schrein ist den Kami dreier Berge gewidmet: Nantai-san, Nyohō-san und Tarō-san. Sie heißen
- Ōnamuchi no mikoto (der Gott, der dieses Land geschaffen haben soll)
- Tagorihime no mikoto (eine seiner Frauen)
- Ajisukitakahikone no mikoto (beider Sohn und ein Kami der Landwirtschaft).

Die Gebetshalle des Schreins (Haiden) ist sehr schlicht und einfach gestaltet. Dahinter steht mit der Haupthalle des Schreins (Honden) aus dem Jahre 1619 das älteste Gebäude in Sannai.
Eine Quelle am Honden mit dem Namen Futara Reisen soll zwei verschiedene Wässer spenden: die eine wird Sake no izumi genannt, also Sake-Quelle. Die zweite wird als Chie no izumi („Quelle der Weisheit“) genannt. Das Trinken des Wassers soll gegen das Alter und schlechtes Sehvermögen helfen.
Weitere Sehenswürdigkeiten des Schreins sind das Eingangstor im chinesischen Stil (Karamon), ein aus Bronze gefertigtes Torii und die Shinkyō, eine hölzerne Brücke.

## Fotos

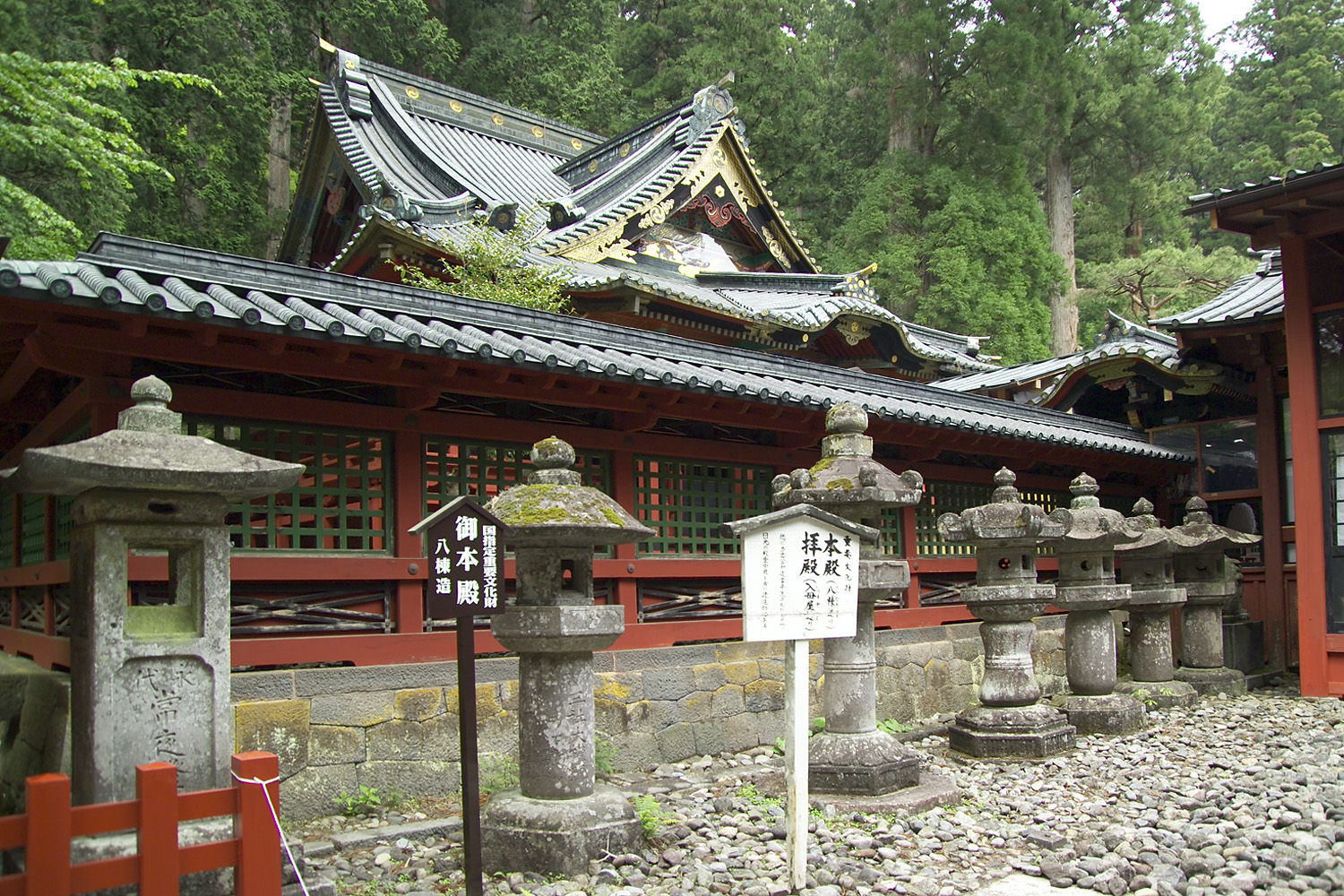
Die Haupthalle ( honden ) liegt im Gehege.
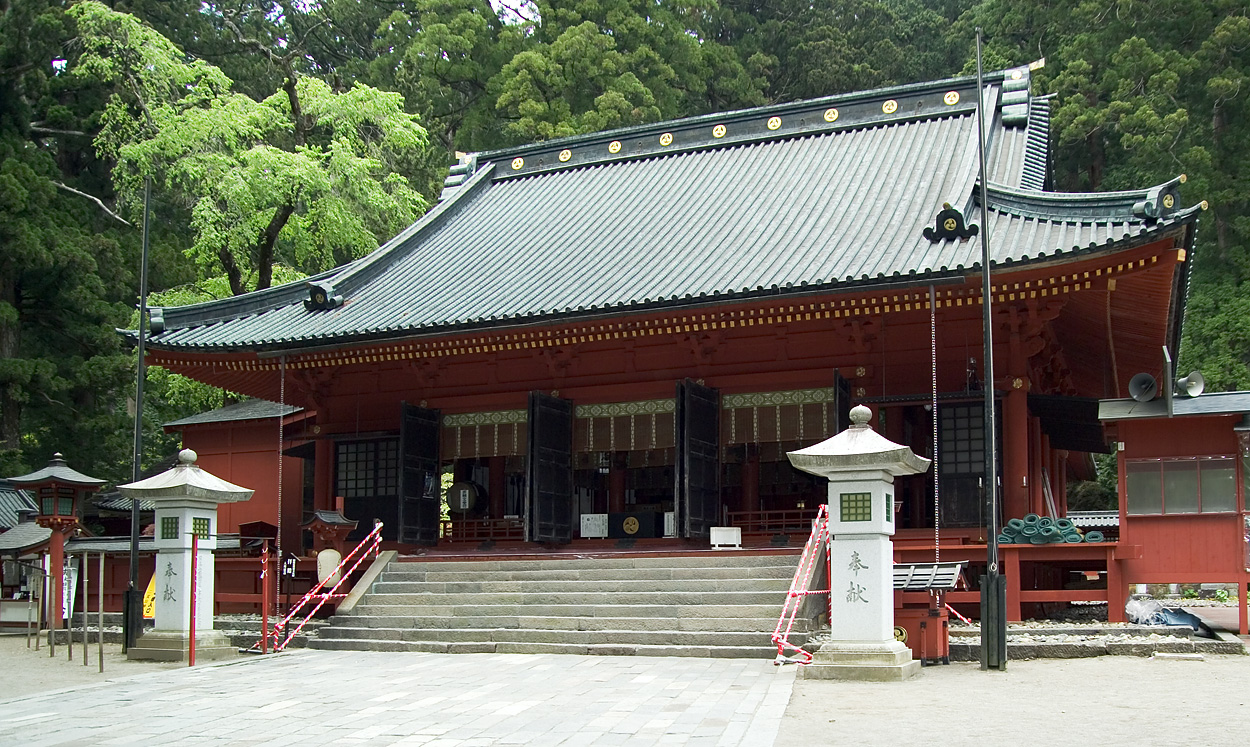
Gebetshalle (haiden)
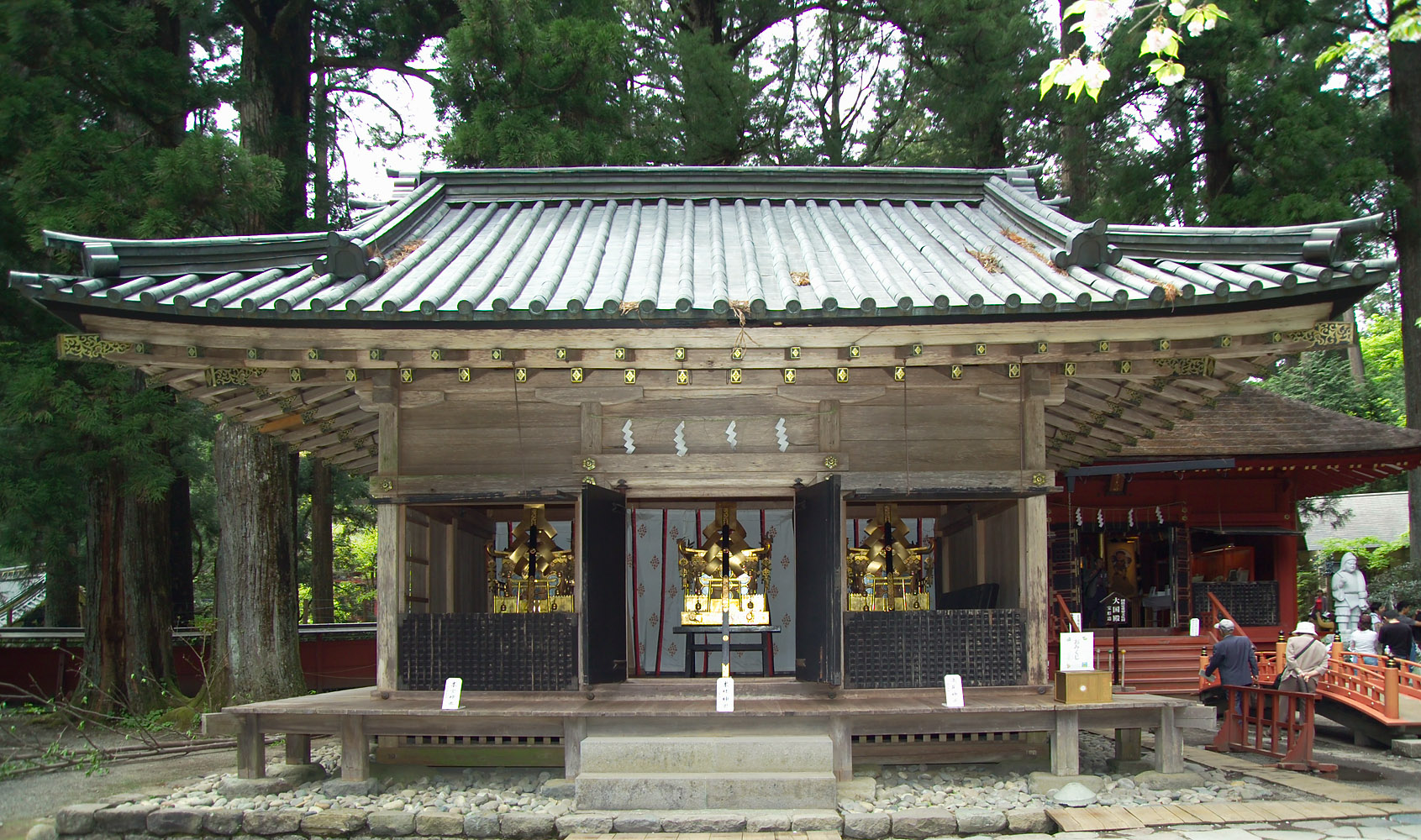
Wohnhaus mikoshi
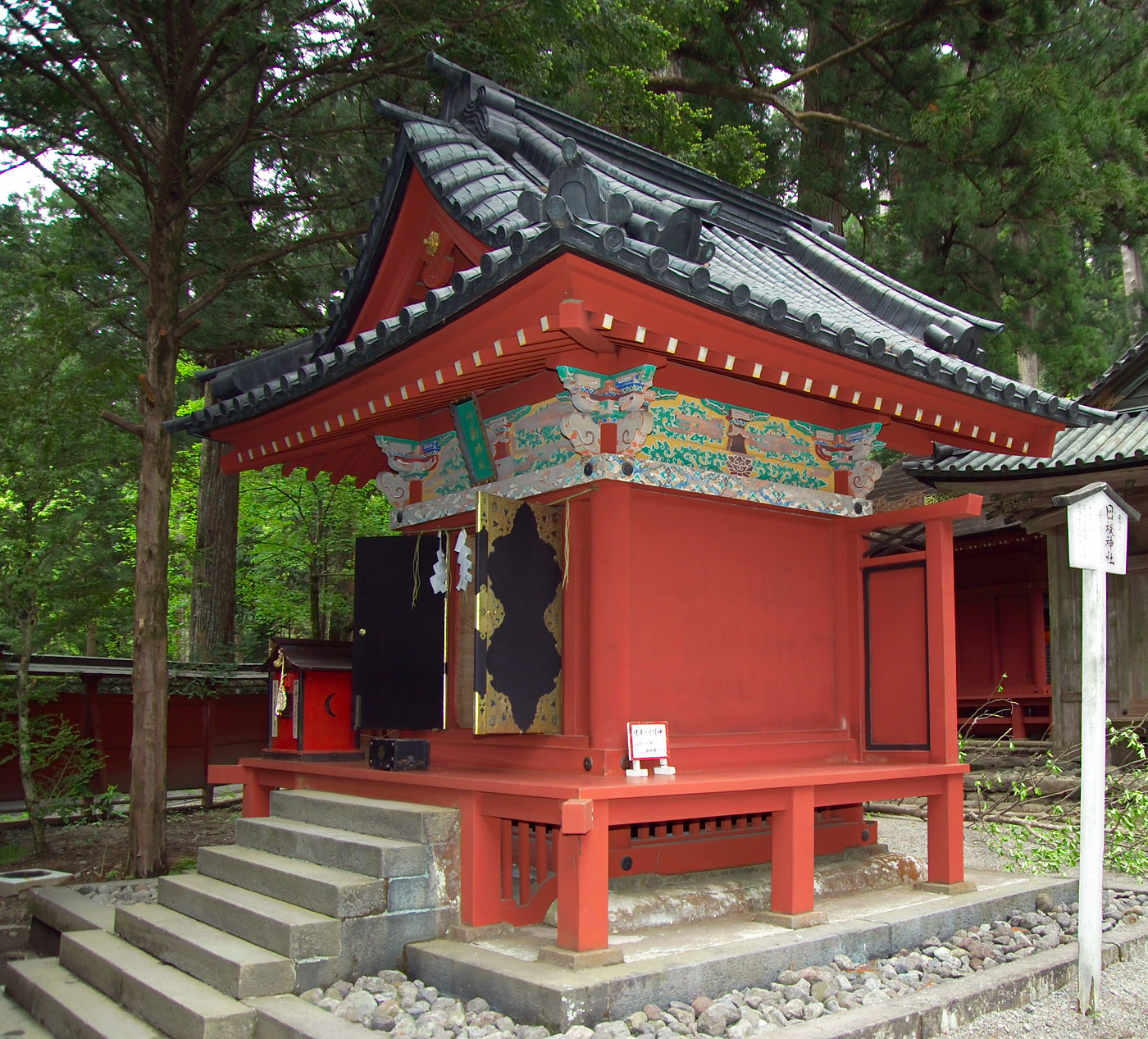
Hie-Schrein
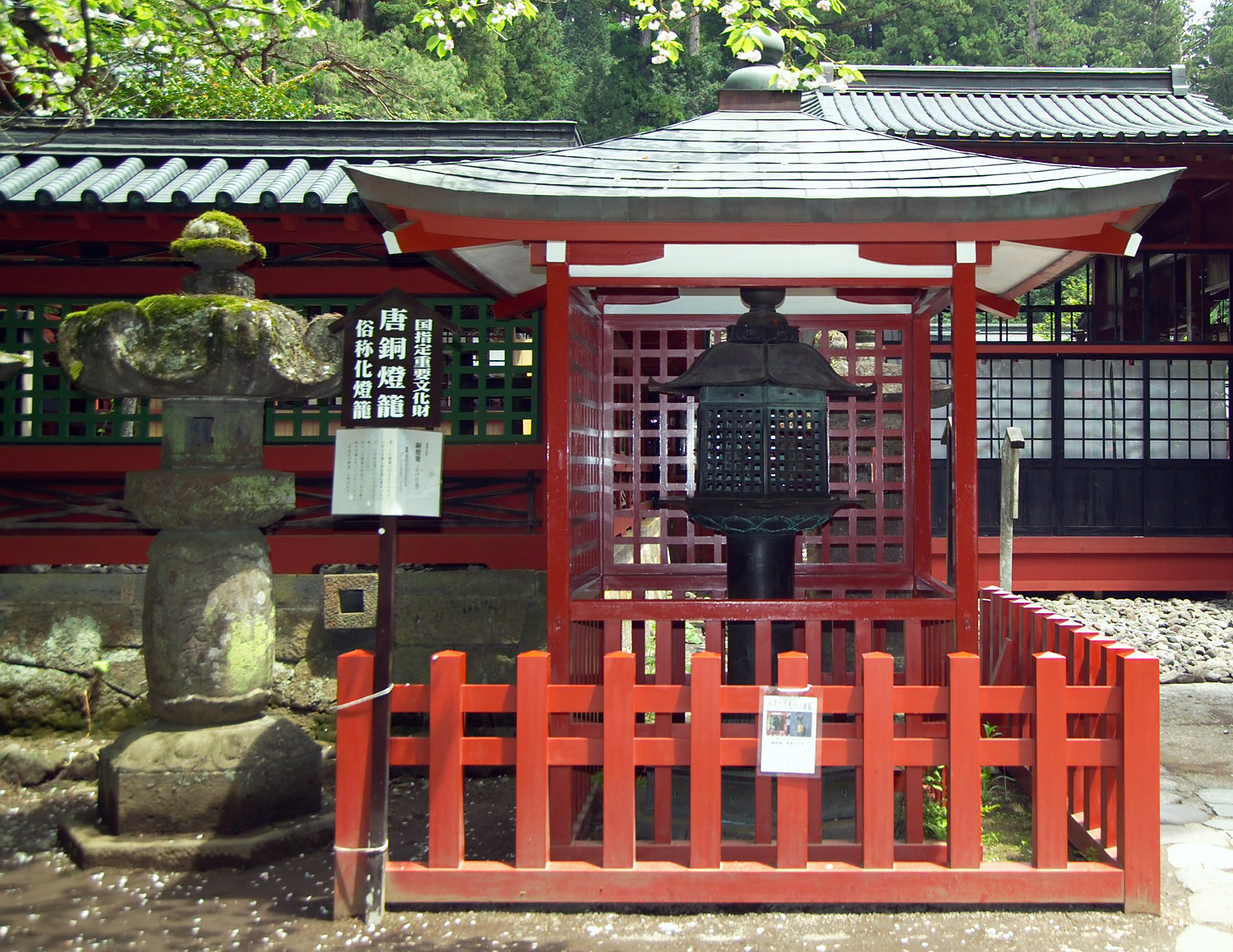
Laterne im chinesischen Stil, die Bake-doro („Geisterlaterne“)
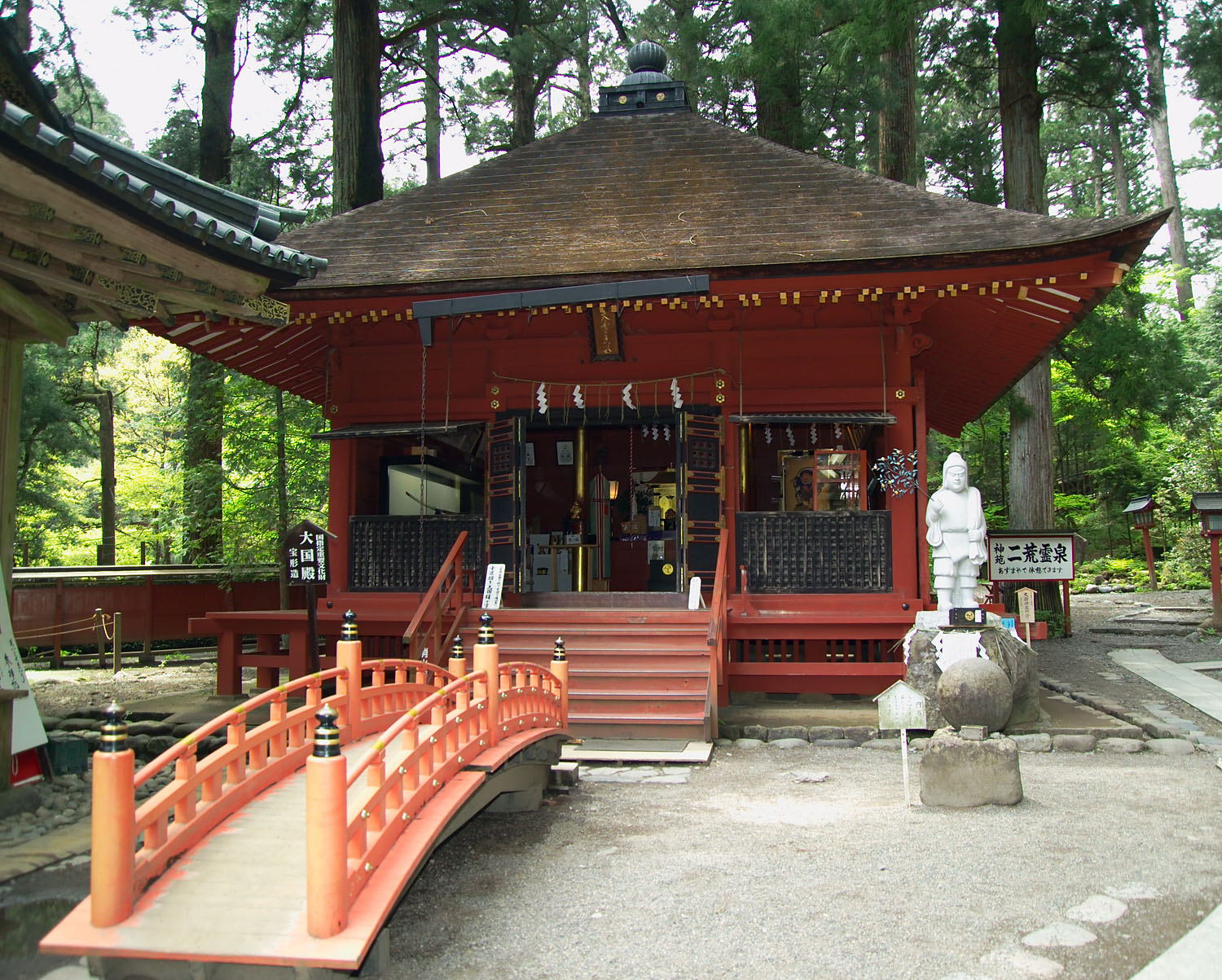
Daikoku-den (大黒殿)
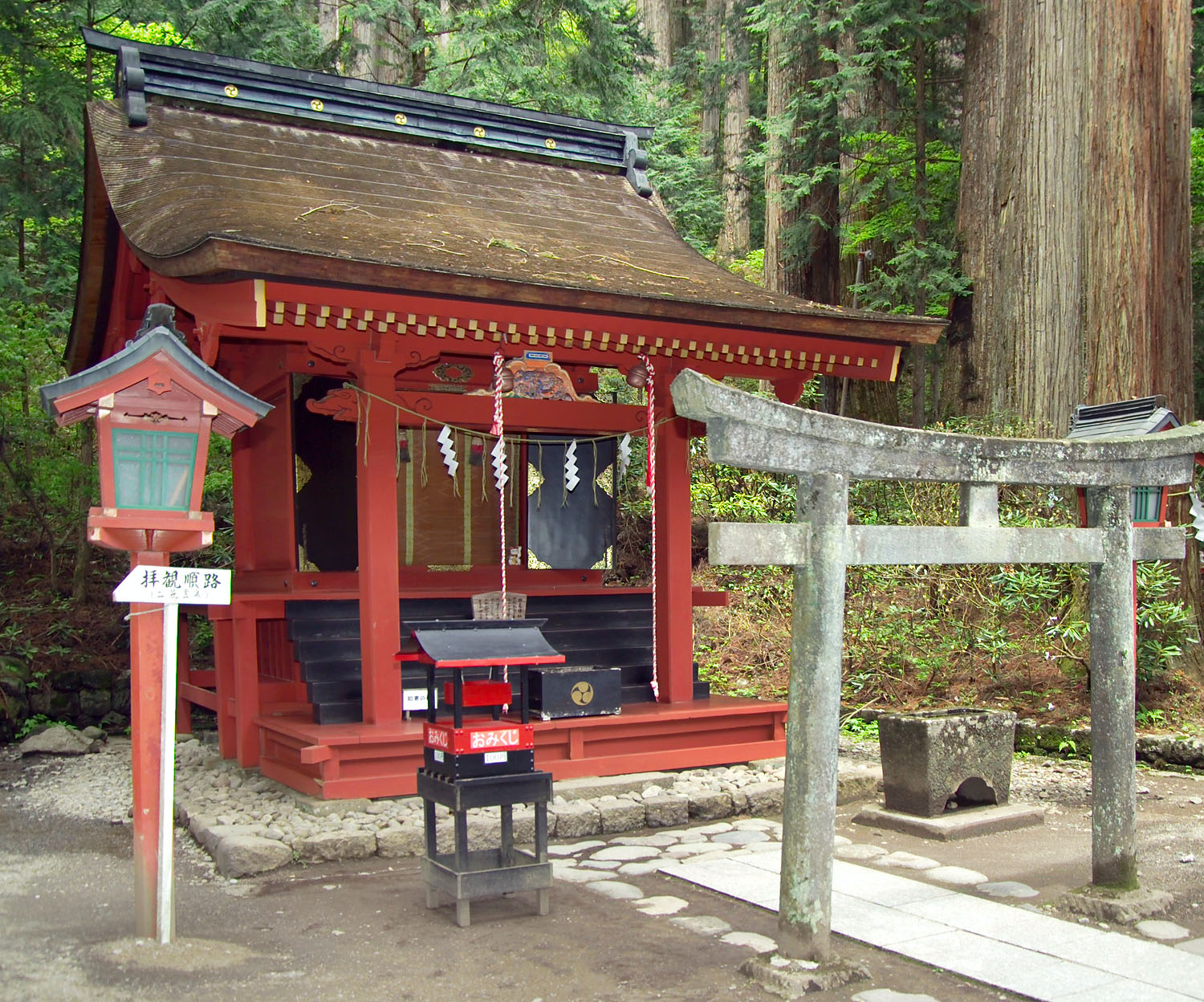
Mitomo-Schrein
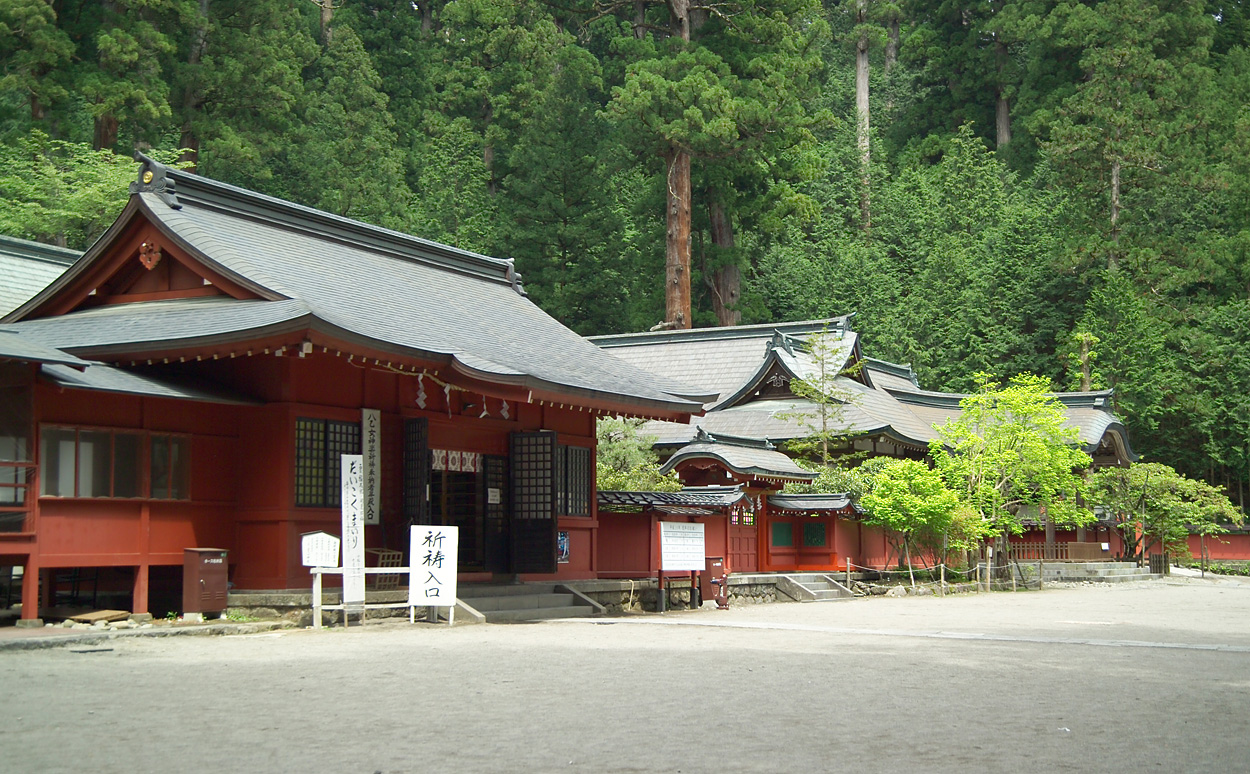
Weitere Gebäude
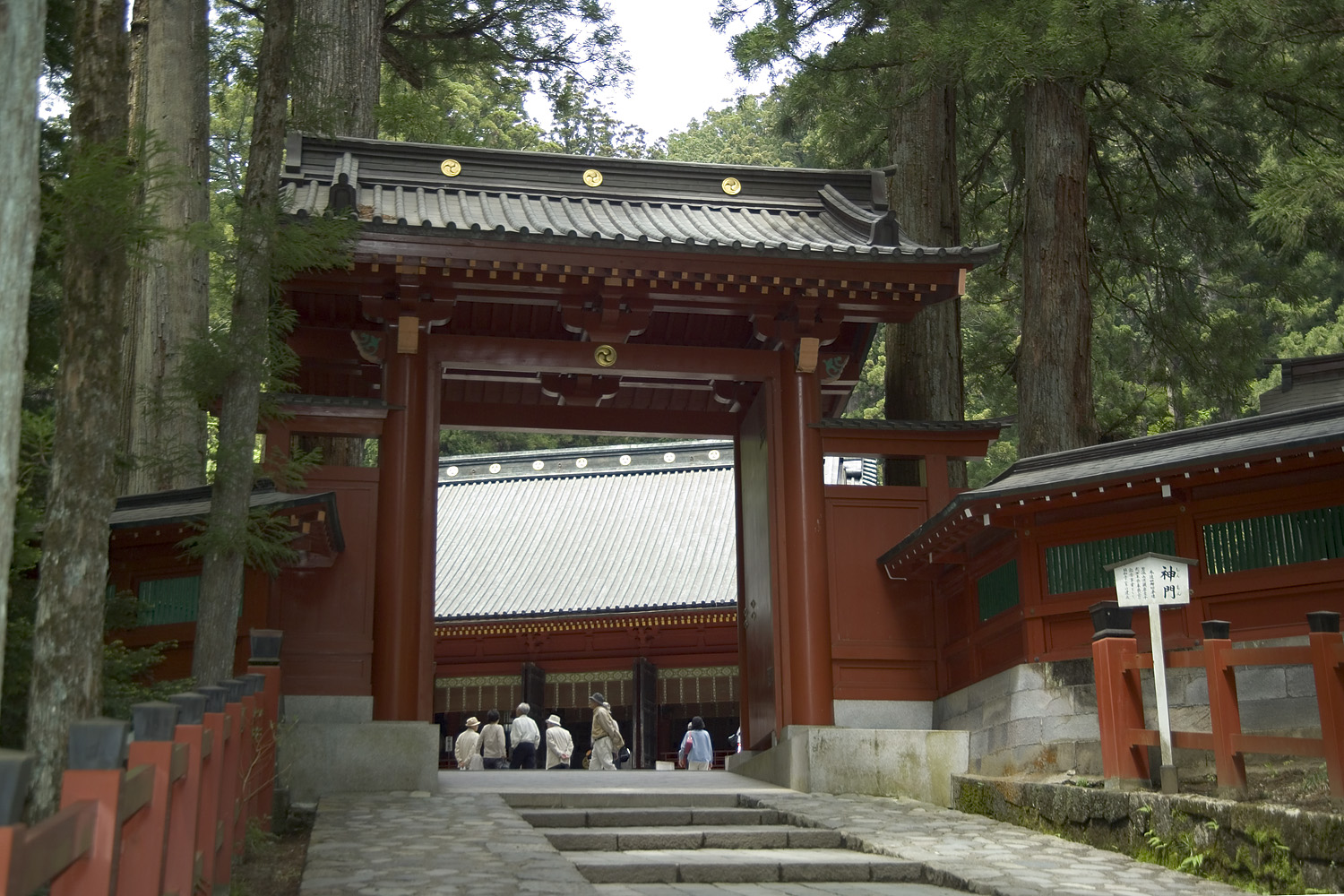
Das Tor führt zu den Bezirken des Schreins

## Einzelbelege
1. ↑   PDF bei www.de.emb-japan.go.jp